# David Sole
Pour les articles homonymes, voir Sole (homonymie).
Pas d'image ? Cliquez ici

a Compétitions nationales et continentales officielles uniquement.

b Matchs officiels uniquement.
David Michael Barclay Sole, né le 8 mai 1962 à Aylesbury (Angleterre), est un joueur de rugby à XV écossais qui a joué avec l'équipe d'Écosse de 1986 à 1992, évoluant au poste de pilier.

## Biographie
Il a eu sa première cape internationale le 18 janvier 1986 contre l'équipe de France, et a disputé son dernier test match le 21 juin 1992 contre l'équipe d'Australie (en tant que capitaine).
Il a participé au Tournoi des cinq nations de 1986 à 1992. Il l'a remporté deux fois et a réussi le Grand Chelem en 1990.
Sole a participé à la coupe du monde 1987 (4 matchs joués, battu en quart de finale) et 1991 (5 matchs joués, battu en demi-finale). Il a été 25 fois capitaine de l’équipe d'Écosse.
Il a joué avec les Lions britanniques qui ont battu l'équipe d'Australie (deux victoires et une défaite) en 1989.
Le 1er novembre 1988, il est sélectionné avec les Barbarians français pour jouer les Māori de Nouvelle-Zélande à Bordeaux. Les Baa-Baas s'inclinent 14 à 31. Le 27 octobre 1990, il joue de nouveau avec les Barbarians français contre la Nouvelle-Zélande à Agen. Les Baa-Baas s'inclinent 13 à 23.

## Palmarès
- 44 sélections (+ 2 matchs avec le XV d'Écosse non comptés)
- 12 points (3 essais)
- Sélections par années : 2 en 1986, 8 en 1987, 5 en 1988, 9 en 1989, 7 en 1990, 10 en 1991, 6 en 1992
- Tournois des Cinq Nations disputés: 1986, 1987, 1988, 1989, 1990, 1991 et 1992
- Vainqueur du tournoi des cinq nations en 1986 et 1990
- Participation à deux coupes du monde de rugby : en 1987 et 1991.